# Dodge Omni
La Omni è un'autovettura subcompact prodotta dalla Dodge dal 1978 al 1990. Esisteva anche un modello molto simile, la Plymouth Horizon, che fu venduta nello stesso periodo. Entrambe vennero introdotte nel settembre del 1977 per il model year 1978. Le due vetture erano basate sulla Simca Horizon, e furono i primi dei tanti modelli a trazione anteriore che, avendo avuto successo, aiutarono il gruppo Chrysler a tornare con il bilancio in attivo dopo un lungo periodo di crisi (altri modelli che ebbero una buona affermazione furono, ad esempio, le Dodge Aries/Plymouth Reliant e le Dodge Caravan/Plymouth Voyager). Le Omni e le Horizon montavano il motore in posizione anteriore. Tutti i propulsori offerti erano a quattro cilindri in linea.

## Storia
La Dodge Omni e la Plymouth Horizon furono ottenute tramite badge engineering. Erano disponibili solo con un tipo di carrozzeria, hatchback cinque porte. I due modelli avevano origini europee, dato che derivavano da una vettura della SIMCA (la Simca Horizon), cioè da un modello di un marchio francese di proprietà della Chrysler Europe. La Simca venne poi venduta alla Peugeot, che cambiò nome della vettura in Talbot Horizon. La Horizon e la Omni furono il risultato di un significativo sviluppo eseguito dal gruppo Chyrsler per rendere il progetto iniziale, che era nato in Europa, adatto al Nord America. I due modelli erano basati sul nuovo pianale L della Chrysler. La compagnia, fino al lancio dei due modelli, evitò di progettare delle vetture subcompact, preferendo invece l'importazione dall'estero e la successiva ridenominazione dei modelli importati, come nel caso della Dodge Colt. La Omni e la Horizon furono le prime vetture a trazione anteriore offerte dai due marchi, e furono i primi modelli nordamericani prodotti in grande serie ad avere il motore montato in posizione trasversale. Più in generale, furono anche tra i primi modelli nordamericani prodotti in grande numero ad essere a trazione anteriore. Infatti, i modelli precedenti con questo tipo di trazione come la Cord 810, la Cadillac Eldorado e la Oldsmobile Toronado, furono vetture a bassi volumi di vendita. La Omni fu dichiarata nel 1978 auto dell'anno dalla rivista Motor Trend.
| Anno   | Esemplari |
| ------ | --------- |
| 1978   | 81.611    |
| 1979   | 141.477   |
| 1980   | 138.155   |
| 1981   | 77.039    |
| 1982   | 71.864    |
| 1983   | 42.554    |
| 1984   | 71.355    |
| 1985   | 74.127    |
| 1986   | 73.580    |
| 1987   | 66.907    |
| 1988   | 59.867    |
| 1989   | 46.239    |
| 1990   | 16.733    |
| Totale | 961.508   |

La Omni e la Horizon apparvero sui mercati in un momento critico, cioè in una fase in cui la Chrysler stava cercando un supporto governativo per riuscire a sopravvivere. La Chrysler batté sia la Ford che la General Motors nella corsa ad un modello compatto a trazione anteriore prodotto negli Stati Uniti in grado di sfidare la Volkswagen Rabbit, cioè la Volkswagen Golf venduta in Nord America. I due nuovi piccoli modelli iniziarono bene, con le vendite che si assestarono ad un buon livello, e ciò portò il Congresso e la Casa Bianca a convincersi del fatto che la Chrysler poteva essere salvata.
Le Omni e le Horizon possedevano pochi componenti intercambiabili con i modelli collegati che erano venduti in Europa. Oltre all'aspetto esteriore, che fu rimodellato per essere più appetibile per il mercato statunitense, vennero montati dei motori differenti. I propulsori Simca installati sui modelli europei furono sostituiti da un motore Volkswagen a valvole in testa da 1,7 L di cilindrata, mentre per quanto riguarda le sospensioni anteriori, lo schema MacPherson prese il posto della barra di torsione dei modelli del Vecchio continente. Il motore Volkswagen utilizzava una testata ed un collettore di aspirazione che erano progettati dalla Chrysler, e disponeva di 75 CV di potenza e 120 N•m di coppia.

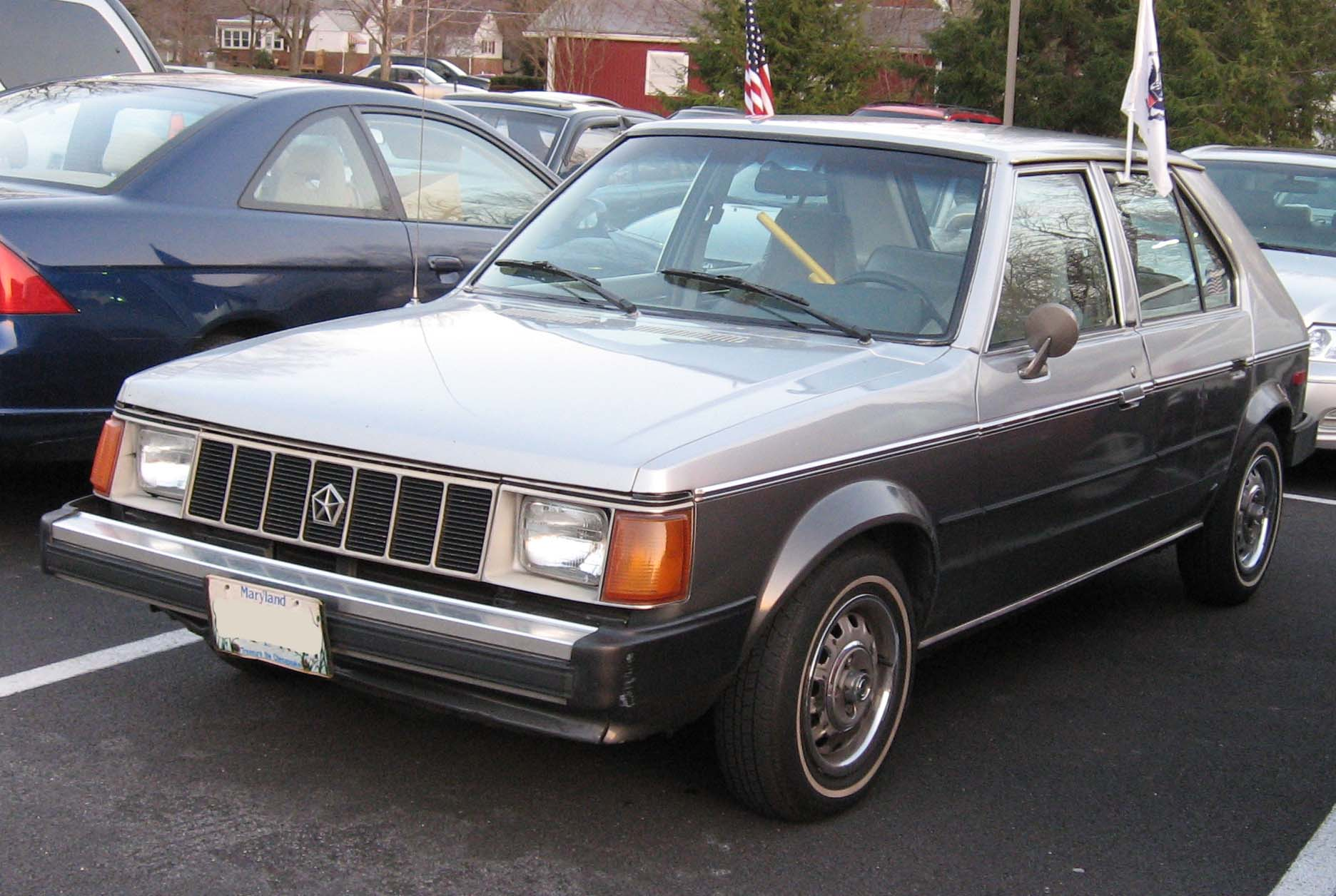
Una Plymouth Horizon

Poco dopo l'introduzione, la rivista specializzata Consumer Reports provò i modelli riscontrando problemi di perdita del controllo del veicolo in caso di manovre estreme. La notizia ebbe molto risalto sulla stampa, e tra gli articoli pubblicati sull'argomento, era compreso un articolo sul The Times. Le altre riviste automobilistiche specializzate riportarono invece di non avere trovato problemi, sostenendo che il test non avesse simulato le reali condizioni di guida. La Chrysler fece però delle modifiche ai modelli, installando l'ammortizzatore di sterzo.
Come nell'Horizon venduta in Europa, i controlli HVAC erano montati a sinistra del volante, e quindi in una posizione differente da quella scelta su molti altri veicoli, dove i comandi erano montati al centro della consolle centrale. Ciò significava che solo il guidatore poteva modificare la temperatura dell'abitacolo.
Nel 1981 comparve tra le opzioni un motore Chrysler da 2,2 L. Esso all'inizio della commercializzazione produceva 84 CV, ma verso la fine del periodo di produzione del modello la potenza crebbe a 93 CV, per toccare i 96 CV nell'ultimo periodo di vendita. Il motore Volkswagen da 1,7 L fu sostituito da un propulsore Simca da 1,6 L nel 1983. Questo motore erogava 62 CV e 117 N•m, e fu disponibile solo con cambio manuale. Le Omni/Horizon furono oggetto di un facelift nel settembre del 1983. Il motore da 2,2 L fu l'unico propulsore disponibile dopo il 1987.
Durante il periodo in cui i due modelli furono commercializzati, vennero offerti quattro tipi di cambio, due manuali e due automatici. I due manuali furono un cambio Volkswagen a quattro rapporti ed una trasmissione a cinque rapporti, mentre i due automatici furono il TorqueFlite A404 ed il TorqueFlite A413, che erano entrambi a tre rapporti.
La Omni e la Horizon furono prodotte fino al 1990, e vennero sostituite dalle Dodge Shadow/Plymouth Sundance, le quali però erano già sul mercato da qualche anno, dato che furono introdotte nel 1987. I modelli statunitensi sopravvissero tre anni alle vetture europee. Infatti, la Peugeot acquistò la Chrysler Europe nel 1978 e cambiò il nome della vettura, che passò da Simca Horizon a Talbot Horizon. Quest'ultima uscì poi di produzione nel 1985 (per alcuni mercati fino all'87) e fu sostituita, nel Gruppo PSA, da una vettura simile, prodotta però sotto il marchio Peugeot (a causa della scomparsa graduale del marchio Talbot) e con il nome di Peugeot 309..
La Chrysler effettuò diverse modifiche nell'ultimo anno di commercializzazione. I modelli ebbero in dotazione degli specchi retrovisori più grandi, l'airbag lato guidatore, un quadro strumenti ridisegnato e i comandi HVAC posizionati nella consolle centrale. Non appena la produzione terminò, le linee produttive vennero vendute alla Tata Group per l'assemblaggio in India. Qui il modello venne prodotto ancora per qualche anno.

## Le varianti
Dei modelli vennero prodotte alcune varianti. Esse furono le sportive Dodge 024 e Plymouth TC3, ed i pick-up Dodge Rampage e Plymouth Scamp. La 024 e la TC3 erano considerati modelli sportivi nonostante l'installazione di un motore di soli 94 CV di potenza. Nel 1983 la TC3 fu rinominata Plymouth Turismo, mentre la 024 fu denominata Dodge Charger.

## La Omni GLH

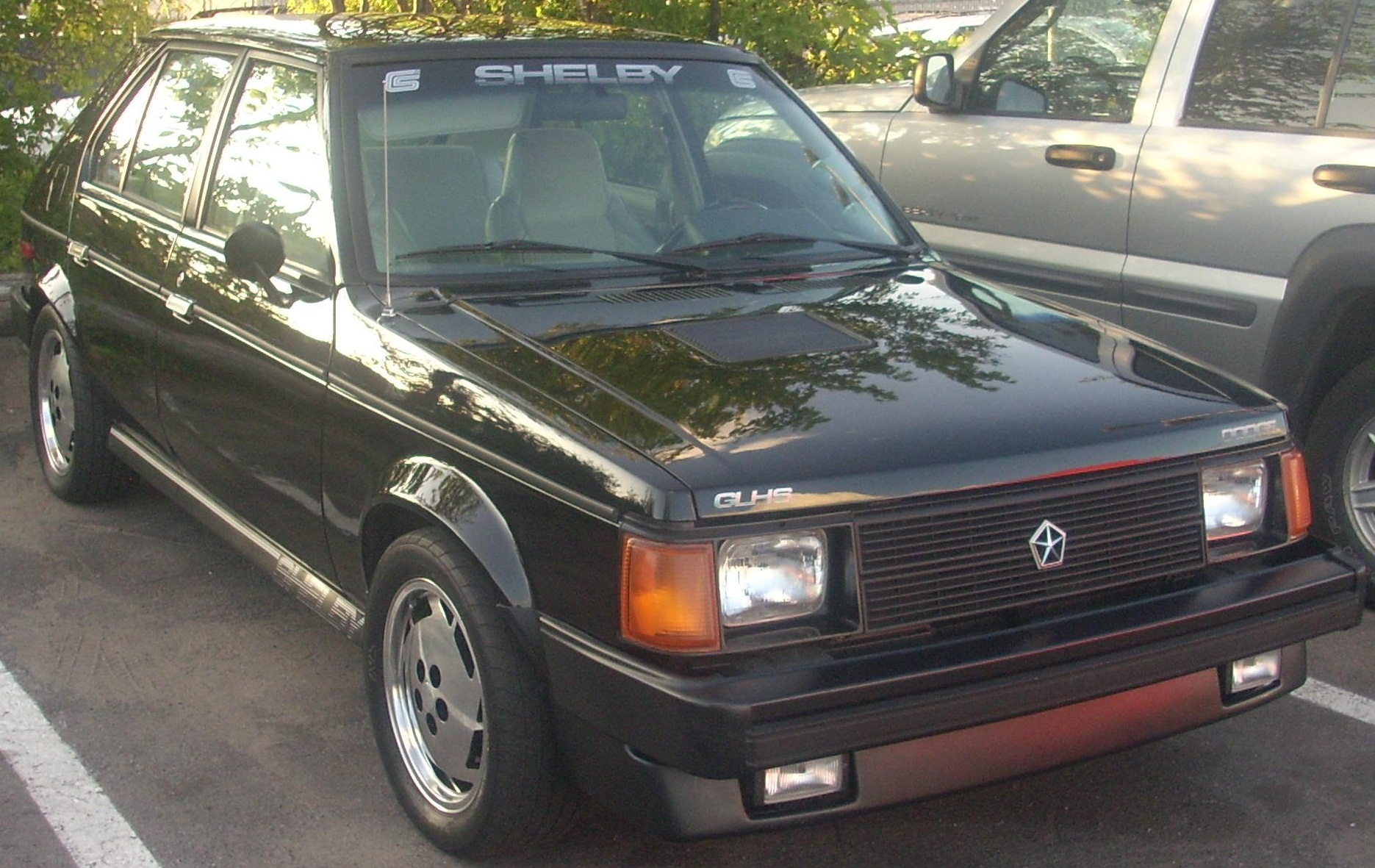
Una Omni Shelby GLHS

L'ultima versione realizzata della Omni fu la Omni GLH. Il nome originale, "Coyote", fu alla fine cassato e la proposta di Carroll Shelby, cioè le iniziali GLH, che significavano "Goes Like Hell" (letteralmente "va come un inferno"), fu la scelta applicata. Questo modello speciale venne introdotto nel 1984. Ereditò molte modifiche operate in precedenza sulla Shelby Charger. Nel 1985 fece il suo debutto la versione GLH-T, che aveva in dotazione tra le opzioni un motore Chrysler sovralimentato da 2,2 L versione Turbo I. Questo propulsore sovralimentato, ed il basso peso della vettura, fornivano al modello prestazioni di alto livello.
Il modello restò invariato fino al 1986, eccetto che per il montaggio della terza luce di stop. Nell'anno citato l'assemblaggio terminò. L'ultima GLH-T prodotta, che era di colore nero, fu venduta a Shelby, che la utilizzò come base per la Shelby GLHS (acronimo di "Goes Like Hell Shelby"). La Shelby GLHS fu una versione con motore da 2,2 L modificata con turbocompressore in configurazione Turbo II, versione che prevedeva il turbocompressore montato prima del carburatore (cioè il sistema blow through intake) ed un intercooler montato frontalmente. Questo motore erogava 175 CV e 237 N•m. Il piccolo monoblocco rimase lo stesso nei due modelli GLH-T e GLHS. Altri componenti speciali furono delle ruote Shelby Centurian, degli pneumatici Eagle GT Gatorback, oltre che delle sospensioni e degli ammortizzatori Koni. Questo modello speciale possedeva anche delle scritte identificative sulla carrozzeria.